# Tajan Veli
Tajan Veli (-Velji, -Veji, -Veliki) je nenaseljeni otočić u otočju Lastovci, istočno od Lastova. Nalazi se oko 6.7 km sjeveroistočno od Lastova, izoliran od većine ostalih otoka u otočju. Najbliži otok mu je hrid Tajan Mali, oko 200 m prema zapadu.
Površina otoka je 20.127 m2, duljina obalne crte 699 m, a visina 15 metara.